# 索尔里讷
索尔里讷（法語：Solrinnes）是法国北部-加来海峡大区诺尔省的一个市镇，属于埃尔普河畔阿韦讷区索勒尔堡县。该市镇2009年时的人口为135人。

## 人口
索尔里讷人口变化图示
| 数据来源：INSEE |